# Леопольд Вієторіс
Леопольд Вієторіс (4 червня 1891, Бад-Радкерсбург, Штирія — 9 квітня 2002, Інсбрук) — австрійський математик, ветеран Першої світової війни і супердовгожитель — він помер у віці 110 років і 10 місяців. Він і його дружина Марія Йозефа Вінсентія Вієторіс, уроджена Ріккабона фон Райхенфельс (18 липня 1901 — 24 березня 2002) були одними з найстаріших подружніх пар у світі.
Найбільш відомий за свій вклад в топологію (Послідовність Маєра — Вієторіса), його також цікавила історія математики. Був вправним альпіністом.

## Біографія
Леопольд Вієторіс був сином залізничного інженера, а потім старшого будівельника Відня Гуго Вієторіса та його дружини Анни, уродженої Діллер. Закінчивши гімназію, він вивчав математику у Віденському технічному університеті з 1910 року, а з 1911 року у Віденському університеті.
Під час Першої світової війни воював як австрійський солдат на італійському фронті. Мав декілька нагород, серед них бронзову медаль за відвагу. Наприкінці 1915 р. був поранений. У березні 1916 року він був призначений лейтенантом запасу. Одужуючи від поранення, він написав свою першу математичну роботу. Свою дисертацію написав у 1918—1919 роках, частково в італійському полоні.
Після нетривалої роботи вчителем (1919/20) він був асистентом університету в Технічному університеті Ґраца з 1920 по 1922 рік і в Математичному інституті Віденського університету з 1922 по 1927 рік. У 1923 році він закінчив свою габілітацію з дослідження по теорії множин, в 1925/1926 він провів три семестри в Університеті Амстердама в рамках стипендії Рокфеллера. У 1927 році він став доцентом в Інсбруці, в 1928 році — професором Віденського технологічного університету, а в 1930 році — професором Інсбруцького університету, звідки його призвали старшим лейтенантом у німецьку армію, однак його швидко поранили у перші дні війни, тож він повернувся до роботи в університеті й залишався активним до виходу на пенсію в 1961 році.
Восени 1928 року він одружився зі своєю першою дружиною Кларою Ріккабоні, яка пізніше померла, народжуючи шосту дочку. У 1936 році він одружився з сестрою Клари, Марією Ріккабоною.
Леопольд Вієторіс залишався в чудовій фізичній формі до глибокої старості: до 95 років регулярно брав участь в академічних лижних чемпіонатах. Альпінізм вимушено залишив в 101 рік, після перелому стегнової кістки. На момент смерті був найстаршою людиною в Австрії і досі залишається найдовгоживучішим громадянином Австрії. Леопольд Вієторіс помер через 16 днів після смерті своєї дружини. У нього залишилося шість дочок, 17 онуків і 30 правнуків.
Вієторіс отримав численні нагороди за наукові досягнення:
- Австрійська почесна відзнака «За науку і мистецтво» (1973)
- Велика золота відзнака за заслуги перед Австрійською Республікою (1981)
- Почесний доктор Віденського технічного університету (1984)
- Почесний член Німецького математичного товариства (1992)

## Науковий доробок
Основний вклад зробив в області топології та гомології. Його ім'я носять:
- Топологія Вієторіса
- Гомологія Вієторіса
- Послідовність Маєра — Вієторіса
- Теорема про відображення Вієторіса–Бегле
- Комплекс Вієторіса-Ріпса

Вієторіс залишався науково активним у свої останні роки, навіть написавши одну статтю про тригонометричні суми у віці 103 років.